# Freedom of Speech
Freedom of Speech (em português: Liberdade de expressão) é a primeira das Quatro Liberdades, série de pinturas produzida pelo artista americano Norman Rockwell e baseada nas metas conhecidas como "Quatro Liberdades", enunciadas pelo trigésimo segundo presidente dos Estados Unidos, Franklin Delano Roosevelt, em seu Discurso sobre o Estado da União, proferido em 6 de janeiro de 1941.
A pintura foi publicada na edição de 20 de fevereiro de 1943 do Saturday Evening Post, acompanhada por um ensaio do pensador Booth Tarkington. Já que Rockwell gostava de retratar a vida a partir as experiências e imaginações, não é de estranhar que esta imagem retrata uma ocorrência real.

## Antecedentes
Freedom of Speech é a primeira de uma série de quatro pinturas a óleo de Norman Rockwell, intitulada Quatro Liberdades, inspirada no discurso homônimo do presidente Franklin Delano Roosevelt, entregue em 6 de janeiro de 1941 ao 77.º Congresso dos Estados Unidos. Das quatro metas propostas, apenas as liberdades de expressão e religiosa foram incluídas na Constituição dos Estados Unidos. O tema das Quatro Liberdades acabou sendo incorporado à Carta do Atlântico, tendo também se tornado parte da Carta das Nações Unidas. A série foi impressa no The Saturday Evening Post, acompanhada por ensaios de escritores notáveis em quatro semanas consecutivas no início de 1943: Freedom of Speech (20 de fevereiro), Freedom of Worship (27 de fevereiro), Freedom from Want (6 de março) e Freedom from Fear (13 de março). Posteriormente, as pinturas foram amplamente distribuídas em formato de pôster e tornaram-se fundamentais para os Estados Unidos na "Series E U.S. Savings Bonds".

## Descrição
"A primeira é a liberdade de expressão em todos os lugares do mundo."

—Franklin Delano Roosevelt; 6 de janeiro de 1941, Discurso sobre o Estado da União introduzindo o tema das Quatro Liberdades.
Freedom of Speech descreve uma cena de uma reunião local em que Jim Edgerton, o dissidente solitário dos conselheiros municipais, anuncia planos sobre a construção de uma nova escola, já que um incêndio havia destruído a antiga. Uma vez que ele imaginou essa cena para representar a liberdade de expressão, Rockwell decidiu usar seus vizinhos de Vermont como modelos para sua série de pinturas. O discursante de colarinho azul veste uma camisa xadrez e uma jaqueta de camurça. Ele tem as mãos sujas e uma compleição mais escura do que outros presentes. Os outros participantes estão vestindo camisas brancas, gravatas e paletós. Apesar de um dos homens estar usando uma aliança de casamento, o discursante não usa. A juventude de Edgerton e suas mãos de trabalhador, entram em contraste com a velhice e as vestimentas mais formais dos outros homens. Mostrado "em pé e com a boca aberta, os olhos brilhantes paralisados, ele fala o que pensa, sem entraves e sem medo." Edgerton é descrito de uma forma que se assemelha a Abraham Lincoln. De acordo com Bruce Cole do The Wall Street Journal, a figura mais próxima da pintura revela o assunto da reunião como "uma discussão sobre o relatório anual da cidade". Segundo John Updike, o trabalho é pintado sem uso de escova. Já para Robert Scholes, a obra mostra os membros da audiência em atenção extasiada, com uma espécie de admiração ao orador protagonista da obra.

## Produção

Rockwell testou várias versões para esta obra, a partir de uma variedade de perspectivas, incluindo esta.

O trabalho final de Rockwell foi o resultado de quatro reinicializações que consumiu dois meses. De acordo com Scholes, o sujeito se assemelha a Gary Cooper ou ao personagem de Jimmy Stewart em um filme de Frank Capra. Cada versão retrata um homem de colarinho azul em traje casual de pé em uma reunião, mas cada versão com ângulos diferentes. As versões anteriores mostram um homem perturbado pelas distrações dos vários sujeitos presentes e o posicionamento inadequado da perspectiva do orador para que o assunto da mensagem seja claro. Um vizinho de Rockwell em Arlington, Vermont, Carl Hess, manteve-se como o modelo do discusante e um outro vizinho, Jim Martin, está em cena em todas pintura da série. O assistente de Rockwell, Gene Pelham, sugeriu Hess, que tinha um posto de gasolina na cidade e cujos filhos foram à escola com as crianças Rockwell. De acordo com Pelham, Hess "tinha uma cabeça nobre". Outros modelos no trabalho foram o pai Hess, Henry (apenas orelha esquerda), Jim Martin (canto inferior direito), Harry Brown (à direita, apenas a parte superior da cabeça e dos olhos), Senhor Robert Benedict e Rose Hoyt na esquerda. O próprio olho de Rockwell também é visível ao longo da borda esquerda. Hess era casado na época e Henry Hess era um imigrante alemão. Pelham era o dono do casaco de camurça. Hess posou para Rockwell em oito momentos distintos durante essa obra e todos os outros modelos citados posaram para Rockwell individualmente.
Um primeiro projeto, Hess estava cercado por outras pessoas, todas sentadas em torno dele formando um quadrado. Hess observou que a representação tinha uma aparência mais natural, na qual Rockwell objetou: "Foi muito diversificado e passou a utilizar visões de todas as direções e não se contentou com nenhuma e não se manifestou com palavras." Ele sentiu que a vista para cima do nível do banco causava um tom mais dramático. Rockwell explicou para Yates no The Post que ele teve que começar a pintura a partir do zero depois de uma primeira tentativa, por causa do excesso de trabalho. Por duas vezes, ele quase concluiu o trabalho sem reparar em algumas carências. Eventualmente, o pintor foi capaz de produzir a versão final com o discursante como foco, em vez da assembléia. Para o ensaio de acompanhamento, o editor do Post Ben Hibbs escolheu o romancista e dramaturgo Tarkington, vencedor do Prêmio Pulitzer. As pessoas que compraram os bônus de guerra durante a Second War Bond Drive (Series E U.S. Savings Bonds) receberam um conjunto de reproduções das Quatro Liberdades que teve uma capa comemorativa com a pintura Freedom of Speech.

## Ensaio
O ensaio de Tarkington que acompanhou a emissão no The Saturday Evening Post publicado em 20 de fevereiro de 1943, é, para muitos uma fábula ou até uma parábola na qual Adolf Hitler e o jovem Benito Mussolini se encontram nos Alpes em 1912. Durante o encontro fictício os homens conversam sobre seus planos para garantir as ditaduras em seus respectivos países através da opressão da liberdade de expressão.

## Resenha crítica
A imagem foi elogiada pelo seu foco e o destaque do banco vazio na frente do discusante é uma forma de chamar o público para se sentar. O fundo escuro e sólido do quadro negro ajuda o sujeito a se destacar, mas quase esconde a assinatura de Rockwell. Segundo Deborah Solomon, o trabalho "impregna o orador com estatura iminente e exige a atenção de seus vizinhos para olhar para cima". Ele representa um trabalhador solto e sexualmente disponível, provavelmente étnico, ameaça aos costumes sociais que ainda assim tem pleno respeito do público. Alguns questionam a autenticidade dos residentes de colarinho branco, que estão tão atentos aos comentários de seu irmão de colarinho azul. A falta de figuras femininas na imagem dá a mesma uma ilusão de uma reunião do clube Elks do que uma reunião aberta da cidade.
Laura Claridge disse: "A pintura encapsula o ideal americano, onde a série aborda as quatro liberdades representando todo o trabalho realizado pelas pessoas em pró dessas ideias. No entanto, o desejo de Rockwell para dar forma concreta a um ideal produz um resultado tenso. Para esses críticos as pessoas olham para o orador como se o mesmo tivesse estrelas em seus olhos, sua postura transmite um culto e celebridade."
Cole descreve esta Liberdade como um assunto "ativo e público" em que Rockwell formulou: "Uma ilustração tradicional americana em uma obra de arte poderosa e duradoura." Ele observa que o pintor usa "uma clássica composição piramidal" para enfatizar a figura central. A aparência do personagem é justaposta pelo resto do público que participa da reunião. Cole descreve a figura de Rockwell como "A personificação da liberdade de expressão, uma manifestação viva. A imagem abstrata se transforma em um princípio, tão forte que torna a imagem indelével e um brilhante ícone americano, amado e capaz de ainda inspirar milhões em todo o mundo". Ele observa que o uso de uma prefeitura da Nova Inglaterra para reuniões incorpora a "longa tradição de debate público e democrático" para o trabalho, enquanto o quadro-negro e o banco representam a igreja e a escola, que são "dois pilares da vida americana".
Hibbs disse que a liberdade de expressão e religiosa, para ele, são grandes documentos humanos que ganharam sua forma na arte. "Uma grande imagem, na minha opinião é aquela que se move e inspira milhões de pessoas. As Quatro Liberdades é uma grande série. Westbrook observa que Rockwell apresenta uma "dissidência individual" que atua para "proteger a consciência privada do Estado". Um outro escritor descreve o tema do trabalho como "civilidade", um tema de tempos passados.